# Anopsicus elliotti
Anopsicus elliotti är en spindelart som först beskrevs av Willis J. Gertsch 1971.  Anopsicus elliotti ingår i släktet Anopsicus och familjen dallerspindlar. Inga underarter finns listade i Catalogue of Life.